# Jérémie Makiese
Jérémie Makiese (ur. 15 czerwca 2000 w Antwerpii) – belgijski piosenkarz i piłkarz.
Zwycięzca dziewiątej edycji programu The Voice Belgique (2021). Reprezentant Belgii w 66. Konkursie Piosenki Eurowizji (2022).

## Życiorys
Urodził się w Antwerpii w kongijskiej rodzinie. W wieku sześciu lat przeniósł się wraz z rodzicami, trzema braćmi i siostrą do Berchem-Sainte-Agathe, a kilka lat później do Dilbeek. Spędzając dzieciństwo pomiędzy tymi dwoma gminami, nauczył się mówić po niderlandzku i francusku. Ostatecznie osiedlił się w Uccle.

### Kariera sportowa
W wieku 13 lat zaczął grać jako bramkarz w brukselskim klubie piłkarskim BX. W kolejnych latach grał w klubach: Jeunesse Molenbeek, Royal Wallonia Walhain i krótko w La Louvière Centre. We wrześniu 2021 podpisał roczny kontrakt z Excelsior Virton.

### Kariera muzyczna
Nauczył się śpiewu od obojga rodziców (jego matka grała na tam-tamie). W młodym wieku występował w chórze kościelnym, a następnie uczęszczał na lekcje śpiewu w szkole.
12 stycznia 2021 zgłosił się do dziewiątego sezonu belgijskiego programu The Voice Belgique. Podczas tzw. przesłuchań w ciemno dołączył do zespołu Beverly Jo Scott, ostatecznie zakwalifikował się do finału programu, w którym zwyciężył dzięki zdobyciu największego poparcia telewidzów. Po sukcesie w programie przerwał studia geologiczne, aby skupić się na śpiewaniu i karierze sportowej. 15 września 2021 telewizja Radio-télévision belge de la Communauté française (RTBF) ogłosiła, że Makiese będzie reprezentował Belgię w 66. Konkursie Piosenki Eurowizji, który odbędzie się w maju 2022 w Turynie. 12 maja wystąpił jako szesnasty w kolejności w drugim półfinale konkursu i z ósmego miejsca zakwalifikował się do finału, który został rozegrany 14 maja. Wystąpił w nim z szesnastym numerem startowym i zajął 19. miejsce po zdobyciu 64 punktów w tym 5 punktów od telewidzów (22. miejsce) i 59 pkt od jurorów (13. miejsce).

## Inspiracje muzyczne
Jako inspirację dla swojej twórczości wymienia takich artystów, jak Michael Jackson, Otis Redding, Gregory Porter, James Brown, Bill Holcu, Aretha Franklin, Damso i Stromae.

## Dyskografia

### Single
| Rok  | Tytuł      | Najwyższe pozycje na listach | Najwyższe pozycje na listach | Najwyższe pozycje na listach | Najwyższe pozycje na listach | Najwyższe pozycje na listach | Najwyższe pozycje na listach | Album |
| Rok  | Tytuł      | BEL (Fl)                     | BEL (Wa)                     | NLD                          | ISL                          | LTU                          | SWE                          | Album |
| ---- | ---------- | ---------------------------- | ---------------------------- | ---------------------------- | ---------------------------- | ---------------------------- | ---------------------------- | ----- |
| 2022 | „Miss You” | 1                            | 3                            | –                            | 30                           | 17                           | –                            | TBA   |